# Estanislao Sánchez Salvador
Estanislao Sánchez Salvador (Lumbreras de Cameros, 1774 –Madrid, 16 de junio de 1823) fue un militar y político español.

## Biografía
Militar que combatió durante la Guerra de la Independencia. Fernando VII lo nombró general en jefe del Ejército del Alto Perú en 1816. Durante el Trienio liberal fue interinamente ministro de la Guerra de septiembre de 1821 a enero de 1822. Se suicidó en Cádiz la noche entre el 17 y el 18 de junio de 1823, cuando era secretario interino de la Guerra, tras dejar una nota que se ha encontrado entre los papeles del ministro José María Calatrava:
"La vida se me hace cada vez más insoportable, y el convencimiento de esta verdad me arrastra a tomar la horrorosa resolución de terminar mi existencia por mis propias manos. Pienso ejecutar este atentado con una navaja de afeitar, lo que declaro para que de ningún modo se pueda inculpar a nadie de delito. Estanislao Salvador"
Llevó a cabo su intención, como se lee en El Restaurador de Cádiz, número correspondiente al 19 de junio de 1823.